# Frederikshavn
Frederikshavn je město ležící na severu Dánska ve Frederikshavenské správní oblasti, regionu Nordjylland na severovýchodním pobřeží Jutského poloostrova. Překlad jména znamená Frederikův přístav. Původně se město jmenovalo Fladstrand, což znamená ploché nebo rovné pobřeží.
Ve Frederikshavnu žije 23 636 obyvatel a je důležitým dopravním uzlem, ze kterého vyplouvají trajekty spojující Dánsko se Švédskem a Norskem. Město je velmi dobře známo pro rybolov a pro svůj rybářský a průmyslový přístav. Je zde také loděnice Danyard A/S, kde se stavěly například lodě třídy Osprey 55.

## Sport
V roce 1964 byl založen hokejový klub Frederikshavn White Hawks, který hraje Dánskou hokejovou ligu v Dánsku, jeho domovským stadionem je Scanel Hockey Arena s kapacitou 2480 lidí.
Ve Frederikshavnu se konalo například semifinále Mistrovství Evropy ve fotbale žen 1991, nebo Mistrovství světa ve florbale žen 2007 (hala FRH Arena Nord).

## Partnerská města
- Borlänge, Švédsko
- Bremerhaven, Německo
- Larvik, Norsko
- Paamiut, Grónsko, Dánsko
- Riga, Lotyšsko
- Rovaniemi, Finsko
- North Tyneside, Anglie, Velká Británie
- Vestmannaeyjar, Island